# Tucker 48
Tucker 48, також відомий як Tucker Torpedo — американський повнорозмірний автомобіль, що випускався Tucker Corporation у 1948 році.

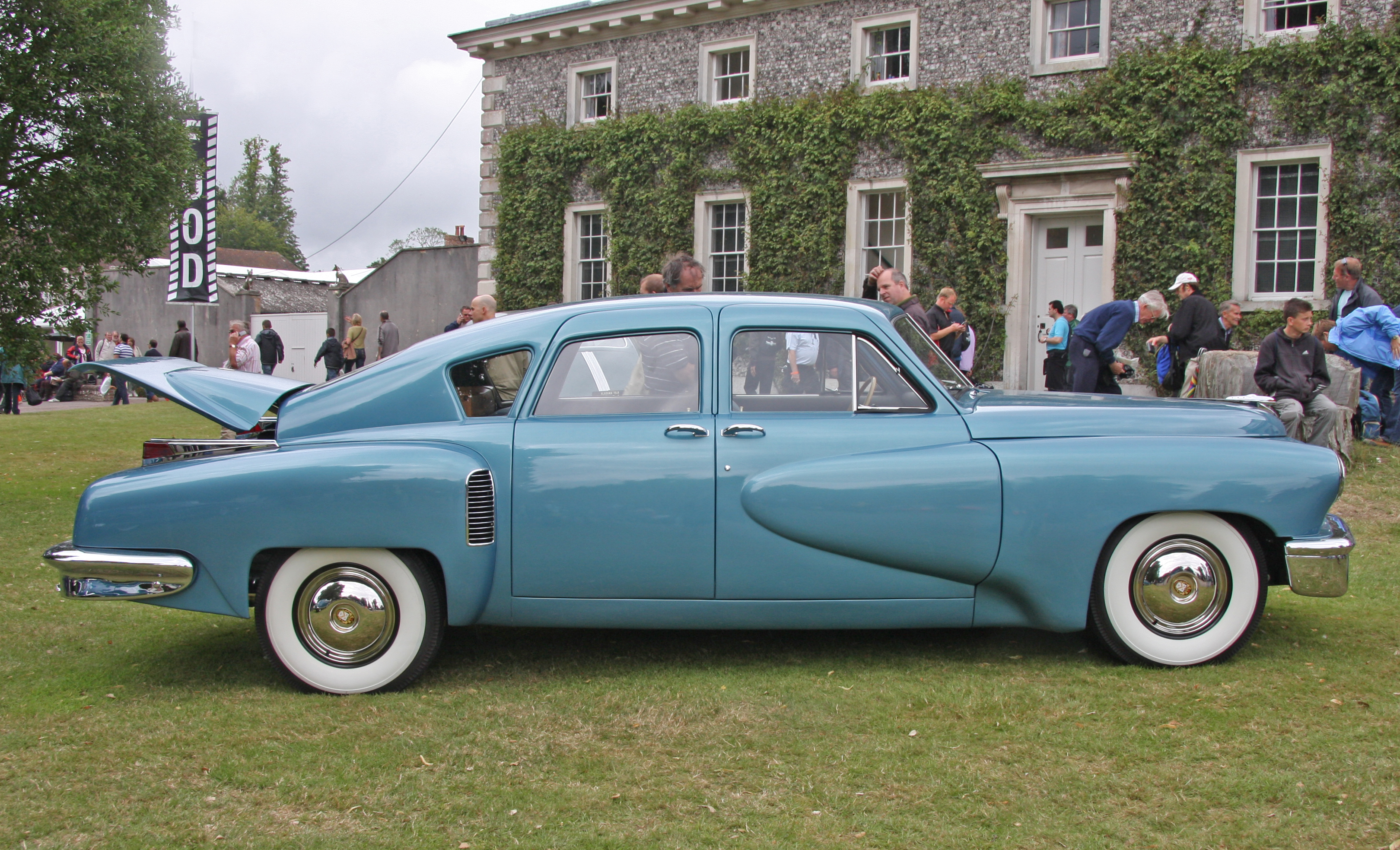
1948 Tucker Torpedo

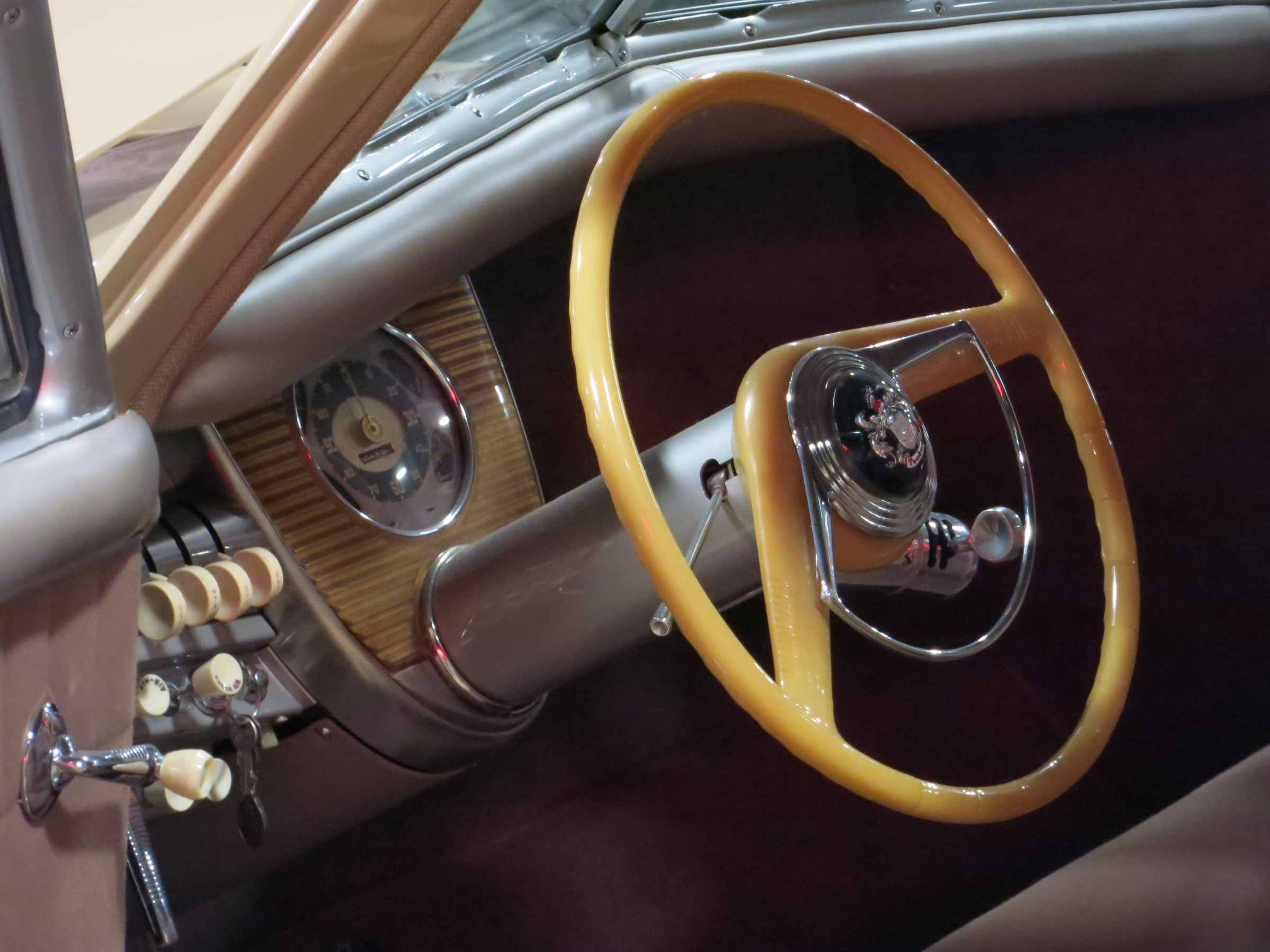

У 1946 році у Чикаго було зареєстровано фірма «Tucker Corporation». Престон Томас Такер і Гаррі Міллер побудували прототип автомобіля — дводверний з обтічним кузовом, великим заднім склом з двох частин з «кілем» посередині, з 6-циліндровим опозитним двигуном об'ємом 9,6 літра потужністю 150 к.с., з гідравлічним приводом клапанів, безпосереднім упорскуванням палива та герметичною системою охолодження. В автомобілі використовувалася 24-вольтна електромережа. Варто відзначити центральне розташування керма, дискові гальма та незалежну підвіску.
Наступний по рахунку прототип збільшився в розмірах внаслідок бази, що виросла, додаванні ще 2 дверей. У машину встановили вертолітний 5,5-літровий двигун від Franklin потужністю 166 кінських сил, а також 4-ступінчасту коробку передач з електромагнітним перемиканням. Систему безпосереднього упорскування замінили двома карбюраторами. Екземпляр міг розвивати швидкість до 200 км/год, тоді як за 10 секунд досягав швидкості 100 км/год.
Після внесення до проєкту деяких змін Tucker Torpedo пішов у виробництво, однак випуск цієї машини становив небезпеку для Великої детройтської трійки як конкурент. Компанія «Tucker Corporation» зазнавала труднощів з акціонерами, проходила гучні судові процеси. 1956 року Престон Томас Такер помер. На той час він брав участь у створенні 51 автомобіля. Такер підозрював, що «велика трійка» автовиробників і сенатор від штату Мічиган Гомер С. Фергюсон відіграли роль у загибелі корпорації Tucker.

## Двигун
- 5,475 л boxer-6 (горизонтально опозитний) OHV 166 к.с. 504 Нм